# Мартинес Искьердо, Нарсисо
Нарси́со Марти́нес-Валье́хо Искье́рдо (исп. Narciso Martínez-Vallejo Izquierdo; 29 октября 1830, Руэда-де-ла-Сьерра — 19 апреля 1886, Мадрид) — испанский священнослужитель и государственный деятель. Епископ Мадрида и Саламанки.

## Биография
Родился в семье земледельцев. Начальное образование он получал под присмотром своего дяди, который был священнослужителем. Это повлияло на выбор направления, которое Мартинес-Вальехо выбрал при дальнейшем обучении. Этим направлением стали латынь и гуманитарные науки, которые он начал изучать в 1850 году в Молине-де-Арагон. Закончив изучение латыни, он поступил учиться в семинарию в Сигуэнсе, в которой после получения степени бакалавра и лиценциата по каноническому праву и докторской степени по богословию он занял кафедру греческого языка, религии и догматики, совмещая это с работой в семинарской библиотеке.
Не сумев получить в Сигуэнсе титул каноника, он отправился в Гранаду, где в возрасте 37 лет стал проректором семинарии и архидиаконом местного собора. Во время революции 1868 года он будучи секретарём Совета по ремонту храмов, а также секретарём Церковного правительства архиепархии Гранады подвергся жёстким нападкам со стороны революционеров, боровшихся за свободу вероисповедания. Спустя 6 лет Папа Пий IX назначил его епископом Саламанки, но из-за Второй карлистской войны вступить в должность Нарсисо Мартинес смог только в январе 1875 года. Прибыв в Саламанку 7 марта 1875 года с пастырским визитом, он призвал организовать в школах небольшие церкви для детей, обратившись за помощью в этом к организации «Дочери Иисуса».

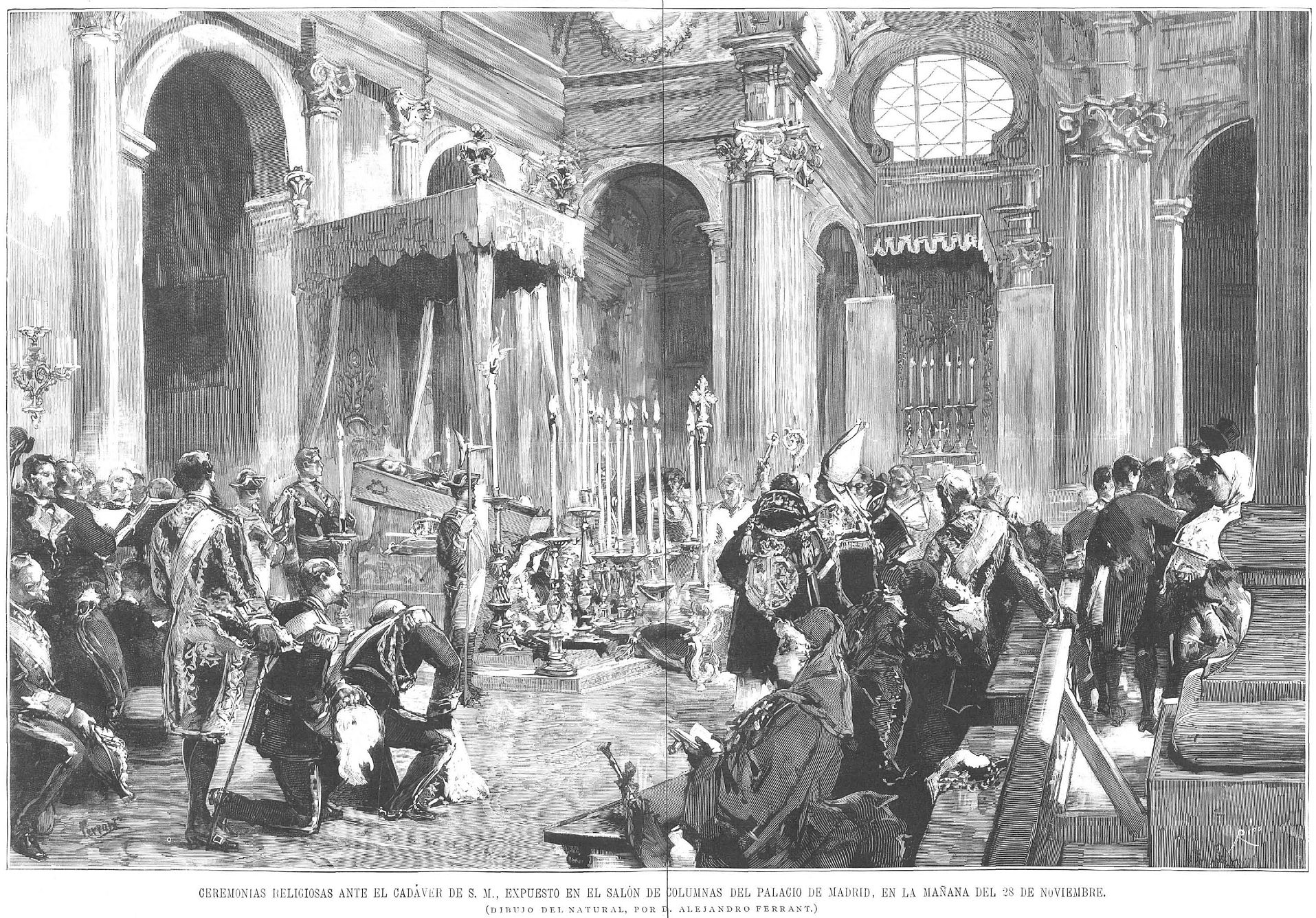
Религиозная церемония на похоронах Альфонсо XII (28 ноября 1885)

Тем временем пришедшее к власти правительство Кановаса дель Кастильо избрало Нарсисо Мартинеса представителем церковной иерархии в испанский Сенат. 14 июня 1876 года он выступил с речью в верхней палате парламента, в которой высказался против 11-й статьи Конституции «о религиозной терпимости». Весной 1885 года он был переведён из Саламанки в Архиепархию Мадрида, где также был посвящён в епископы. Через несколько месяцев после принятия епархии ему доверили организацию религиозной части похорон короля Альфонсо XII. 18 апреля 1886 года Нарсисо Мартинес был ранен священником на лестнице Собора Сан-Исидро, тремя выстрелами из пистолета. Спустя сутки его признали скончавшимся.